# Кућа у којој је живео Јован Јовановић Змај
Кућа у којој је живео Јован Јовановић Змај се налази у Сремској Каменици, у улици Јована Јовановића Змаја 1, у непосредној близини центра насеља, представља непокретно културно добро као споменик културе од великог значаја.
Кућа је саграђена је у другој половини 19. века, панонског типа, правоугаоне основе, високог двосливног крова, једноставних фасада без пластичног украса. Значајна је због тога што је у њој, од 1875. године живео и умро један од најпознатијих и најплоднијих српских песника Јован Јовановић Змај (1833–1904), лекар-хуманиста, покретач и уредник часописа за децу "Невен". У кући се налази Змајев музеј са сталном поставком која обухвата велики број експоната везаних за песников живот и рад. Највећи део својих активности Змај је утрошио на пригодне политичке, социјалне, сатиричне и хумористичке песме, које је успео да дигне на ниво универзалног значења.
Обимни конзерваторски радови на објекту изведени су 1973. године, на фасади 1991. године, обнова и санација објекта вршена је 2001–2002.